# Newcastle International Sports Centre
Newcastle International Sports Centre (nazwa sponsora EnergyAustralia Stadium) – stadion sportowy zlokalizowany w Newcastle. Obecnie mecze na tym obiekcie rozgrywają dwie drużyny: Newcastle Knights (NRL) oraz Newcastle Jets (A-League). 
Budowa stadionu rozpoczęła się 1 grudnia 1967, a oficjalne otwarcie nastąpiło 10 kwietnia 1970. Otwarcia dokonała królowa Elżbieta II. Rekord frekwencji pad podczas meczu Newcastle Knights - Manly-Warringah Sea Eagles (lipiec 1995), wówczas na trybunach zasiadło 32642 kibiców.